# Вукашин Вук Јеловац
Вукашин Вук Јеловац (Косјерево на Врбасу 1899 – 1959, Бања Лука) је био новинар, национални радник и дописник београдске Политике из Бањалуке.

## Биографија
Рођен је у селу Косјерево на Врбасу, између Лакташа и Српца, 1899. године, гдје су се његови преци доселили из Лике. У току Првог свјетског рата био је један од ученика бањалучке Гимназије из које је прво био искључен због својих националних ставова јер је одбио да рецитује у славу цара Фрање Јосифа, али је успио ванредно да матурира тек 1919. године. Студирао је филозофију. Десет година касније био је један од оснивача и првака Друштва "Змијање", које је предвођено Васом Глушцем, директором Гимназије, подигло познати споменик Петру Кочићу у бањалучком парку. Споменик Кочићу завршен је 1929, а постављен је и свечано откривен 6. новембра 1932, захваљујући великом труду и залагању Јеловца и Друштва "Змијање". Јеловац је такође планирао и пресељење Кочићевих посмртних из Београда у Бањалуку.
Често је писао о Кочићу. Између осталог, написао је да је од његовог прогона из Сарајева у Бањалуку почео један значајни догађај у нашој историји. "Крајем 1906. године аустроугарске власти, које су му стално биле за петама, протјерују Кочића из Сарајева у Бањалуку, а што представља почетак једне историјске епохе овог града. Као национални и социјални револуционар, Кочић је био веома омиљен у народним масама и код напредне омладине", написао је Јеловац у својим забиљешкама. Осим Политике, Јеловац је био сарадник Службеног листа Врбаске области, Врбаских новина, Ослобођења, а последњих година живота објављивао је и у Републици. Друговао је са Шпиром Боцарићем и баном Светиславом Милосављевићем. Био је поштовалац спорта који је у то вријеме биљежио своје почетке у Бања Луци и навијач ФК Крајишник.
Након Другог свјетског рата, комунистичка власт у Бања Луци му је подметала и пакостила кад год је имала прилику. Извргавано је руглу његово ангажовање око споменика Кочићу, тужен је уредништву Политике да је великосрбин и антикомуниста. Преминуо је 1959. у Бања Луци. Његов брат Вељко Јеловац је, уз бројна ометања, успио да 1960. објави његов истраживачки рад "Бањалука у прошлости". Одлуком скупштине Града Бањалука од јануара 2014. једна улица у Бањалуци је названа по Вуку Јеловцу.